# To venner, en model og en kæreste
To venner, en model og en kæreste (russisk: Два друга, модель и подруга) er en sovjetisk film fra 1927 af Aleksej Popov.

## Medvirkende
- Sergej Lavrentjev som Akhov
- Aleksej Popov
- Olga Tretjakova som Dasja
- Sergej Jablokov som Makhov